# Grand Prix international de Dottignies 2012
La 11e édition du Grand Prix international de Dottignies a eu lieu le 2 avril 2012. La course fait partie du calendrier international féminin UCI 2012 en catégorie 1.2 et de la Lotto Cycling Cup pour Dames 2012. Elle est remportée par l'Italienne Monia Baccaille.

## Classements

### Classement final
| \| Classement général \| Classement général \| Classement général \| Classement général \| Classement général \| \| Coureuse \| Coureuse \| Pays \| Équipe \| Temps \| \| ------------------ \| -------------------- \| ------------------ \| --------------------------- \| ------------------ \| \| 1re \| Monia Baccaille \| Italie \| MCipollini-Giambenini-Gauss \| 3 h 29 min 49 s \| \| 2e \| Emma Johansson \| Suède \| Hitec Products-Mistral Home \| + 0 s \| \| 3e \| Alona Andruk \| Ukraine \| Diadora-Pasta Zara \| + 0 s \| \| 4e \| Christine Majerus \| Luxembourg \| GSD Gestion \| + 0 s \| \| 5e \| Rasa Leleivytė \| Lituanie \| Vaiano Tepso \| + 0 s \| \| 6e \| Valentina Scandolara \| Italie \| SC Michela Fanini Rox \| + 0 s \| \| 7e \| Carmen Small \| États-Unis \| États-Unis \| + 0 s \| \| 8e \| Isabelle Söderberg \| Suède \| AA Drink-Leontien.nl \| + 0 s \| \| 9e \| Nathalie Lamborelle \| Luxembourg \| Kleo Ladies \| + 0 s \| \| 10e \| Nicole Cooke \| Royaume-Uni \| Faren-Honda \| + 0 s \| |                      |             |                             |                 |
| |                      |             |                             |                 |
| Source : Cycling Quotient |                      |             |                             |                 |
| Classement général |                      |             |                             |                 |
| Coureuse | Coureuse             | Pays        | Équipe                      | Temps           |
| 1re | Monia Baccaille      | Italie      | MCipollini-Giambenini-Gauss | 3 h 29 min 49 s |
| 2e | Emma Johansson       | Suède       | Hitec Products-Mistral Home | + 0 s           |
| 3e | Alona Andruk         | Ukraine     | Diadora-Pasta Zara          | + 0 s           |
| 4e | Christine Majerus    | Luxembourg  | GSD Gestion                 | + 0 s           |
| 5e | Rasa Leleivytė       | Lituanie    | Vaiano Tepso                | + 0 s           |
| 6e | Valentina Scandolara | Italie      | SC Michela Fanini Rox       | + 0 s           |
| 7e | Carmen Small         | États-Unis  | États-Unis                  | + 0 s           |
| 8e | Isabelle Söderberg   | Suède       | AA Drink-Leontien.nl        | + 0 s           |
| 9e | Nathalie Lamborelle  | Luxembourg  | Kleo Ladies                 | + 0 s           |
| 10e | Nicole Cooke         | Royaume-Uni | Faren-Honda                 | + 0 s           |

### Points UCI
| Position           | 1er | 2e | 3e | 4e | 5e | 6e | 7e | 8e |
| Classement général | 40  | 30 | 16 | 12 | 10 | 8  | 6  | 3  |